# Heinrich Mehler
Heinrich Mehler (* 18. Oktober 1859 in Emmerich; † 15. April 1926 in Georgensgmünd) war ein deutscher Mediziner.

## Leben
Heinrich Mehler, Sohn eines jüdischen Kaufmanns, studierte Medizin an den Universitäten in Bonn, Heidelberg und Würzburg, wo er als Coassistent unter Carl Gerhardt am Juliusspital tätig war. Nach einer Assistenz in der chirurgischen Abteilung des Nürnberger Klinikums übernahm er eine Arztpraxis in Allersberg. 1887 ließ er sich als praktischer Arzt in Georgensgmünd nieder. Zunächst in einer Mietwohnung, begann seine Praxis in sehr bescheidenen Verhältnissen. Erst um die Jahrhundertwende erwarb er sich ein Anwesen in der Pleinfelder Straße und konnte dort eine für die damalige Zeit gut ausgestattete Praxis eröffnen. Mehler war auch der erste Arzt des 1887 eröffneten Gemeindekrankenhauses in Friedrichsgmünd.
Angesichts der grassierenden Tuberkulose am Anfang des 20. Jahrhunderts gründete Mehler am 4. Januar 1909 einen Verein zur Bekämpfung der Tuberkulose. Mit Zuschüssen der Landesversicherungsanstalt Mittelfranken konnte der Verein bereits 1910 neben dem Krankengebäude eine Liegehalle mit Esszimmer und ein Versorgungszelt für die Lungenkranken aufbauen. Da der Patientenandrang schon bald nicht mehr bewältigt werden konnte, gab der Verein noch im selben Jahr grünes Licht zum Bau eines Sanatoriums („Lungenheilstätte“). Dieses wurde am 12. Juli 1912 festlich eröffnet.
Im Januar 1914 erhielt Mehler wegen seines Engagements für die Kranken vom bayrischen König Ludwig III. den Titel „Sanitätsrat“ verliehen und wurde Ehrenbürger der Gemeinde Georgensgmünd.
Am 15. April 1926 starb Heinrich Mehler im Alter von 67 Jahren an einem Herzleiden und wurde am 18. April nach jüdischem Ritus in einem Mausoleum im Garten des (ehemaligen) Sanatoriums beigesetzt. Er war verheiratet mit Anna Mehler (1867–1936).
Er ist Namensgeber der dortigen Dr. Mehler-Halle sowie der Dr.-Mehler-Schule, die 1959 anstatt des Sanatoriums dort errichtet wurde, und des Dr.-Heinrich-Mehler-Fonds zur Unterstützung benachteiligter Kinder. Mehler wurde mit dem „König Ludwig-Kreuz“ ausgezeichnet.